# Lovely Day
"Lovely Day" is een nummer van de Amerikaanse zanger Bill Withers. Het verscheen op zijn album Menagerie uit 1977. Op 21 december van dat jaar werd het nummer uitgebracht als de eerste single van het album.

## Achtergrond
"Lovely Day" is geschreven door Withers en Skip Scarborough en geproduceerd door Withers en Clarence McDonald. McDonald speelt ook de toetsen op het nummer. De gitaar werd ingespeeld door Ray Parker jr., de bassist was Jerry Knight en de drummer was Russ Kunkel. Aan het eind van het nummer houdt Withers een noot achttien seconden vast. Dit is de op een na langste noot in de hitparadegeschiedenis; alleen a-ha-zanger Morten Harket hield een langere noot vast in "Summer Moved On" uit 2000.
"Lovely Day" werd aan het eind van 1977 uitgebracht als single. Het bereikte de dertigste plaats in de Amerikaanse Billboard Hot 100 en de zesde plaats in de R&B-lijst. In het Verenigd Koninkrijk werd het een top 10-hit met een zevende plaats in de lijst. In Nederland bereikte het nummer plaats 24 in zowel de Top 40 als de Nationale Hitparade, terwijl in Vlaanderen geen hitlijsten werden gehaald. In 1988 bracht de Nederlandse dj Ben Liebrand een remix van het nummer uit onder de titel "Lovely Day - Sunshine Mix", die de vierde plaats behaalde in het Verenigd Koninkrijk. In Nederland kwam het nummer eveneens tot de vierde plaats in de Top 40, maar bleef het steken op de twaalfde plaats in de Nationale Hitparade Top 100. In Vlaanderen werd de achtste plaats in de BRT Top 30 behaald.

## Covers, samples en gebruik in de media
Diverse artiesten hebben covers gemaakt van "Lovely Day" of hebben het nummer gesampled. Hieronder vallen alt-J, DJ Jazzy Jeff & The Fresh Prince, Enter Shikari, R. Kelly, Russ Kunkel, Maroon 5 (op de soundtrack van Hoot), Lee Ritenour met Taylor Dayne en Zamajobe, Diana Ross, Jill Scott, Shakatak, The Soul Rebels (op de soundtrack van Girls Trip), The S.O.U.L. S.Y.S.T.E.M. met Michelle Visage (op de soundtrack van The Bodyguard), Swizz Beatz, Take 6, Justin Timberlake, Too Short met Ant Banks en Rappin' 4-Tay, Twista met Anthony Hamilton, Luther Vandross met Busta Rhymes en Z-Ro, José James.
Sinds 2019 is het lied te horen in een reclame van supermarktketen PLUS over gezonder eten als goede voornemen voor het nieuwe jaar.

## Hitnoteringen

### Originele versie

#### Nederlandse Top 40
| Hitnotering: 11-03-1978 t/m 15-04-1978 | Hitnotering: 11-03-1978 t/m 15-04-1978 | Hitnotering: 11-03-1978 t/m 15-04-1978 | Hitnotering: 11-03-1978 t/m 15-04-1978 | Hitnotering: 11-03-1978 t/m 15-04-1978 | Hitnotering: 11-03-1978 t/m 15-04-1978 | Hitnotering: 11-03-1978 t/m 15-04-1978 | Hitnotering: 11-03-1978 t/m 15-04-1978 |
| Week                                   | 1                                      | 2                                      | 3                                      | 4                                      | 5                                      | 6                                      |                                        |
| -------------------------------------- | -------------------------------------- | -------------------------------------- | -------------------------------------- | -------------------------------------- | -------------------------------------- | -------------------------------------- | -------------------------------------- |
| Positie                                | 31                                     | 25                                     | 24                                     | 24                                     | 34                                     | 36                                     | uit                                    |

#### Nationale Hitparade
| Hitnotering: 18-03-1978 t/m 08-04-1978 | Hitnotering: 18-03-1978 t/m 08-04-1978 | Hitnotering: 18-03-1978 t/m 08-04-1978 | Hitnotering: 18-03-1978 t/m 08-04-1978 | Hitnotering: 18-03-1978 t/m 08-04-1978 | Hitnotering: 18-03-1978 t/m 08-04-1978 |
| Week                                   | 1                                      | 2                                      | 3                                      | 4                                      |                                        |
| -------------------------------------- | -------------------------------------- | -------------------------------------- | -------------------------------------- | -------------------------------------- | -------------------------------------- |
| Positie                                | 24                                     | 24                                     | 25                                     | 28                                     | uit                                    |

#### NPO Radio 2 Top 2000
| Nummer met noteringen in de NPO Radio 2 Top 2000 | '99  | '00 | '01  | '02  | '03  | '04  | '05  | '06  | '07  | '08  | '09 | '10  | '11  | '12  | '13  | '14  | '15  | '16  | '17  | '18  | '19  | '20 | '21  | '22  | '23  | '24  |
| ------------------------------------------------ | ---- | --- | ---- | ---- | ---- | ---- | ---- | ---- | ---- | ---- | --- | ---- | ---- | ---- | ---- | ---- | ---- | ---- | ---- | ---- | ---- | --- | ---- | ---- | ---- | ---- |
| Lovely Day                                       | 1567 | -   | 1385 | 1535 | 1722 | 1523 | 1800 | 1856 | 1781 | 1712 | -   | 1823 | 1634 | 1594 | 1387 | 1549 | 1308 | 1251 | 1293 | 1562 | 1658 | 913 | 1134 | 1290 | 1308 | 1446 |

1. ↑  Een '-' betekent dat het nummer niet was genoteerd en een vetgedrukt getal geeft de hoogste notering aan.

### Ben Liebrand Mix

#### Nederlandse Top 40
| Hitnotering: 15-10-1988 t/m 03-12-1988 | Hitnotering: 15-10-1988 t/m 03-12-1988 | Hitnotering: 15-10-1988 t/m 03-12-1988 | Hitnotering: 15-10-1988 t/m 03-12-1988 | Hitnotering: 15-10-1988 t/m 03-12-1988 | Hitnotering: 15-10-1988 t/m 03-12-1988 | Hitnotering: 15-10-1988 t/m 03-12-1988 | Hitnotering: 15-10-1988 t/m 03-12-1988 | Hitnotering: 15-10-1988 t/m 03-12-1988 | Hitnotering: 15-10-1988 t/m 03-12-1988 |
| Week                                   | 1                                      | 2                                      | 3                                      | 4                                      | 5                                      | 6                                      | 7                                      | 8                                      |                                        |
| -------------------------------------- | -------------------------------------- | -------------------------------------- | -------------------------------------- | -------------------------------------- | -------------------------------------- | -------------------------------------- | -------------------------------------- | -------------------------------------- | -------------------------------------- |
| Positie                                | 35                                     | 17                                     | 9                                      | 6                                      | 4                                      | 9                                      | 16                                     | 30                                     | uit                                    |

#### Nationale Hitparade Top 100
| Hitnotering: 01-10-1988 t/m 10-12-1988 | Hitnotering: 01-10-1988 t/m 10-12-1988 | Hitnotering: 01-10-1988 t/m 10-12-1988 | Hitnotering: 01-10-1988 t/m 10-12-1988 | Hitnotering: 01-10-1988 t/m 10-12-1988 | Hitnotering: 01-10-1988 t/m 10-12-1988 | Hitnotering: 01-10-1988 t/m 10-12-1988 | Hitnotering: 01-10-1988 t/m 10-12-1988 | Hitnotering: 01-10-1988 t/m 10-12-1988 | Hitnotering: 01-10-1988 t/m 10-12-1988 | Hitnotering: 01-10-1988 t/m 10-12-1988 | Hitnotering: 01-10-1988 t/m 10-12-1988 | Hitnotering: 01-10-1988 t/m 10-12-1988 |
| Week                                   | 1                                      | 2                                      | 3                                      | 4                                      | 5                                      | 6                                      | 7                                      | 8                                      | 9                                      | 10                                     | 11                                     |                                        |
| -------------------------------------- | -------------------------------------- | -------------------------------------- | -------------------------------------- | -------------------------------------- | -------------------------------------- | -------------------------------------- | -------------------------------------- | -------------------------------------- | -------------------------------------- | -------------------------------------- | -------------------------------------- | -------------------------------------- |
| Positie                                | 99                                     | 64                                     | 35                                     | 17                                     | 12                                     | 12                                     | 14                                     | 23                                     | 29                                     | 65                                     | 73                                     | uit                                    |